# Joe Capilano
Joe Capilano (1850 – 16 marzo 1910) è stato un capo del popolo dei nativi americani Squamish dell'odierna Columbia Britannica.
È ricordato per essersi battuto per i diritti dei nativi americani e per la conservazione del loro stile di vita tradizionale attraverso un'intensa attività diplomatica nei confronti delle autorità coloniali europee. A questo scopo si recò a Ottawa e poi anche a Londra, per incontrare il re Edoardo VII. Morì di tubercolosi nel 1910.
Il nome di Capilano è ricordato in numerosi toponimi della Columbia Britannica e in particolare dell'area di Vancouver, territorio tradizionale degli Squamish. Tra l'altro prendono il suo nome un lago, un fiume, una strada, un lungo ponte sospeso e una riserva indiana. Le sue gesta come capo sono ricordate nella tradizione orale degli Squamish; alcuni di questi racconti tradizionali sono raccolti nel libro Legends of Vancouver della poetessa Pauline Johnson.